# Parque Nacional do Bicuari
Parque Nacional do Bicuari är en nationalpark i Angola.   Den ligger i provinsen Huíla, i den sydvästra delen av landet, 700 kilometer söder om huvudstaden Luanda. Parque Nacional do Bicuari ligger 1 214 meter över havet.
Terrängen runt Parque Nacional do Bicuari är platt. Runt Parque Nacional do Bicuari är det glesbefolkat, med 16 invånare per kvadratkilometer.. Det finns inga samhällen i närheten.
Omgivningarna runt Parque Nacional do Bicuari är huvudsakligen savann.